# Cookie (Magazin)
Cookie ist ein japanisches Manga-Magazin, das sich an ein Publikum von älteren weiblichen Jugendlichen richtet. Es wird zur Shōjo- oder auch zur Josei-Kategorie gezählt. Es entstand 1999 aus dem Schwestermagazin Ribon und ist das populärste in seiner Alterszielgruppe. Lagen die Verkaufszahlen 2008 noch bei 175.000, sanken sie bis 2016 auf 48.000 und bis 2021 auf 19.000. Cookie erscheint alle ungeraden Monate am 26. beim Verlag Shūeisha.

## Serien (Auswahl)
- Akazukin Cha Cha N von Min Ayahana
- Clover von Toriko Chiya
- Honey Bitter von Miho Obana
- Kiyoku Yawaku von Ryo Ikuemi
- Nana von Ai Yazawa
- Osomatsu-san von Masako Shitara
- Tokimeki Midnight von Koi Ikeno